# 内藤忠郷
内藤 忠郷（ないとう たださと）は、戦国時代の武将。松平氏・徳川氏の家臣。徳川十六神将に数えられる内藤正成の父にあたる。

## 生涯
三河国碧海郡姫郷の武士・内藤義清の子として生まれる。最初は同郡三木郷の松平信孝に仕え、碧海郡高落・幡豆郡野場を領した。天文12年（1543年）信孝が岡崎城で甥の松平広忠に背くと忠郷は阿部定吉を頼って岡崎方へ転仕し、所領の安堵を受けた。広忠没後の天文20年（1551年）には幡豆郡羽角に加増を受けている。
その後は徳川家康に仕えて大高城兵糧入れを始め各地を転戦し、軍功は16度に及んだ。永禄6年（1563年）三河一向一揆との戦いで嫡男の忠村が戦死。元亀3年（1572年）三方ヶ原の戦いでは植村正勝・富永資広とともに家康の側近くに従って浜松城への撤退を助けた。天正元年（1573年）には正勝・資広とともに岡崎城主となった松平信康に出仕。天正3年（1575年）長篠の戦いでは甥の内藤家長とともに遠方の敵斥候を射て、その強弓を織田信長より称賛されたという。天正8年（1580年）70歳で没。